# (5696) Ibsen
Pour les articles homonymes, voir Ibsen (homonymie).
(5696) Ibsen est un astéroïde de la ceinture principale. Il est nommé d'après Henrik Ibsen, célèbre poète et dramaturge norvégien.

## Description
(5696) Ibsen est un astéroïde de la ceinture principale. Il fut découvert le 24 septembre 1960 à l'observatoire Palomar par Cornelis Johannes van Houten, Ingrid van Houten-Groeneveld et Tom Gehrels. Il présente une orbite caractérisée par un demi-grand axe de 3,20 UA, une excentricité de 0,16 et une inclinaison de 3,3° par rapport à l'écliptique.

## Compléments